# Noah Wyle
Noah Strausser Speer Wyle (ur. 4 czerwca 1971 w Los Angeles) – amerykański aktor telewizyjny, filmowy i teatralny, reżyser i producent, odtwórca jednej z głównych ról jako doktor John Truman Carter w serialu NBC Ostry dyżur i jako Tom Mason z serialu TNT Wrogie niebo.

## Życiorys

### Wczesne lata
Urodził się w Hollywood w Kalifornii jako drugie z trójki dzieci Marjorie (z domu Speer), zarejestrowanej pielęgniarki ortopedii, i Stephena Wyle’a, inżyniera elektryka i przedsiębiorcy. Jego ojciec był Żydem (pochodzącym z Rosji), a matka należała do Kościoła Episkopalnego, i wychowywał się „dość niedenominacyjnie” wokół obu wyznań. Jego rodzice rozwiedli się w latach 70. i matka ponownie wyszła za mąż za Jamesa C. Katza. W 1989 ukończył The Thacher School w Ojai. Studiował na wydziale teatralnym na Northwestern University.

### Kariera
Znalazł się w obsadzie westernu komediowego Żądza na pustyni (Lust in the Dust, 1985) u boku Taba Huntera, Geoffreya Lewisa i Cesara Romero, a także miniserialu NBC Ślepa wiara (Blind Faith, 1990) z Robertem Urichem i Joanną Kerns. Następnie grał nieduże role w filmach: Zagubione serca (1991) z Vincentem D’Onofrio, Peterem Bergiem i Jennifer Jason Leigh, Ludzie honoru (1992) z Tomem Cruise, Jackiem Nicholsonem i Demi Moore, Dzieci swinga (1993) z Robertem Seanem Leonardem i Christianem Bale, Ostatnie dni raju (1994) z Rickym Schroderem i Dermotem Mulroneyem oraz Zjazd (The Myth of Fingerprints, 1997) z Julianne Moore i Royem Scheiderem.
W latach 1994–2005 należał do ekipy serialu NBC Ostry dyżur, gdzie grał postać studenta medycyny i lekarza Johna Cartera. Rola ta przyniosła mu pięć nominacji do nagrody telewizyjnej Emmy i trzy nominacje do Złotego Globu.
Występował także w filmach: Piraci z Krzemowej Doliny (1999) w roli Steve’a Jobsa, Donnie Darko (2001), Nigdy więcej (2002), Biały oleander (2002). Pojawił się również gościnnie wspólnie z George’em Clooneyem w jednym z odcinków sitcomu NBC Przyjaciele (1995) jako doktor Jeffrey Rosen.

## Życie prywatne
6 maja 2000 poślubił Tracy Warbin. Mają syna Owena Straussera (ur. 9 listopada 2002) i córkę Auden (ur. 15 października 2005). Jednak w 2010 doszło do rozwodu. 7 czerwca 2014 ożenił się z Sarą Wells.

## Filmografia
- 1990: Ślepa wiara (Blind Faith) − Eric
- 1991: Zagubione serca (Crooked Hearts) − Ask Warren
- 1992: Ludzie honoru (A Few Good Men) − kapral Jeffrey Barnes
- 1993: Dzieci swinga (Swing Kids) − Emil
- 1994: Guinevere − Lancelot
- 1994–2005: Ostry dyżur (ER) − doktor John Truman Carter
- 1994: Ostatnie dni raju (There Goes My Baby) − Michael Finnegan
- 1997: Zjazd (The Myth of Fingerprints) − Warren
- 1999: Can't Stop Dancing − Poe
- 1999: Piraci z Krzemowej Doliny (Pirates of Silicon Valley) – Steve Jobs
- 2000: Ocalić Nowy York (Fail Safe) − Buck
- 2001: Donnie Darko − prof. Kenneth Monnitoff
- 2001: Sceny zbrodni (Scenes of the Crime) − Seth
- 2002: Nigdy więcej (Enough) − Robbie
- 2002: Biały oleander (White Oleander) − Mark Richards
- 2004: Bibliotekarz: Tajemnica włóczni (The Librarian: Quest for the Spear) − Flynn Carsen
- 2005: Kalifornijczycy (The Californians) − Gavin Ransom
- 2006: Bibliotekarz II: Tajemnice kopalni króla Salomona (The Librarian: Return to King Solomon's Mines) − Flynn Carsen
- 2006: Ostry dyżur (ER) − doktor John Truman Carter
- 2008: Cena prawdy (Nothing But The Truth) − Avril Aaronson
- 2008: W. − Don Evans
- 2008: Bibliotekarz III: Klątwa kielicha Judasza (The Librarian: Curse of the Judas Chalice) − Flynn Carsen
- 2009: Amerykański romans (An American Affair) – Mike Stafford
- 2009: Ostry dyżur (ER) − doktor John Truman Carter
- 2010: Below the Beltway – Hunter Patrick
- od 2011: Wrogie niebo (Falling Skies) – Tom Mason
- 2013: Snake and Mongoose – Arthur Spear
- 2014-2018: Bibliotekarze (The Librarians) - Flynn Carsen